# Limnebius zaerensis
Limnebius zaerensis är en skalbaggsart som beskrevs av Hernando, Aguilera och Ignacio Ribera 2008. Limnebius zaerensis ingår i släktet Limnebius och familjen vattenbrynsbaggar. Inga underarter finns listade i Catalogue of Life.